# Josep Arrau i Barba

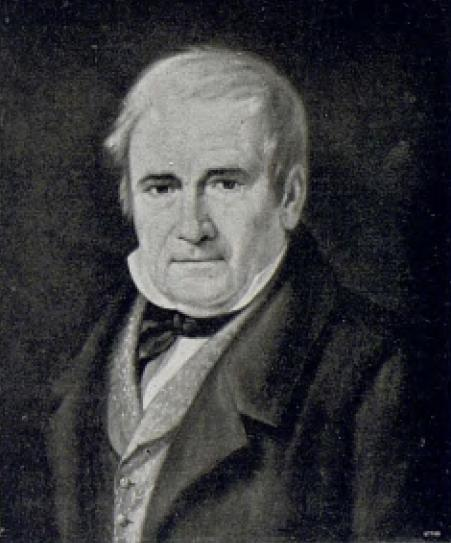
Retrat de l'escultor Damià Campeny, per Josep Arrau i Barba. 1930-1935. Oli sobre tela. 53,5 x 43,5 cm. Donació de Miquel-Casimir Arrau, fill de l'artista, 1937. MNAC: 038181-000

Josep Arrau i Barba (Barcelona, 4 de maig de 1802 - 2 de gener de 1872) fou un pintor i el més important restaurador català del segle xix.

## Orígens
Descendia d'artistes, els seus besavi i avi foren escultors i el seu pare Josep Arrau i Estrada, va ser pintor, deixeble de Pere Pau Montaña. La invasió francesa del 1808 obligà als seus pares a abandonar Barcelona i refugiar-se a Reus on l'infant aprengué les primeres lletres i començà a dibuixar. La família va retornar a Barcelona el 1814, i l'any següent, en obrir-se els estudis del Col·legi Tridentí, Josep va estudiar-hi dos cursos de gramàtica llatina. Tot seguit començà a aprendre de pintar sota la direcció del seu pare, el qual molt poc temps pogué ensenyar-n'hi, puix moria el 23 de desembre de 1817.
Continuà els estudis artístics a l'Escola de la Llotja i al cap de poc, també, al taller del pintor Joan Carles Anglès, on, amb Ignasi Palmerola, Antoni Falcó i Jaume Batlle com a condeixebles, dibuixava, pintava i seguia els estudis de geometria, arquitectura, perspectiva, anatomia i proporció. Des del 1819 fins al 1826 seguí constantment els estudis a la Llotja, guanyant els premis trimestrals i anyals i el tercer de pintura. També va rebre lliçons de l'escultor Damià Campeny.
Al Col·legi de Medicina, el curs 1824-1825, va perfeccionar-hi els estudis d'anatomia i, els cursos 1826-1830, hi aprengué química, corrent al seu càrrec, en els exercicis del darrer any, l'especialització de «tenyits i pintats d'indianes, fabricació de colors per a la pintura i restauració d'obres pictòriques».
Havent entrat com a passant en el despatx del seu oncle Jaume Rigalt i Estrada, Notari de Barcelona, determinà matricular-se en la carrera notarial i feu les proves en el col·legi corresponent. El 1829 entrà com a mestre de dibuix al Col·legi de les Escoles Pies. El 1831 estudià botànica sota la direcció de Marià de la Pau Graells. Al llarg dels anys 1823 a 1830 havia sempre continuat l'exercici del dibuix, però havia pintat poc del natural, ja que només havia fet dos retrats de parents seus, alguns altres en miniatura i una composició que obtingué el tercer premi de pintura en el Concurs general que obrí l'Escola de Nobles Arts el 1826.

## Carrera
El 1831 viatja a Milà, a casa d'uns amics, on rep les lliçons d'un professor d'anomenada, Giuseppe Molteni. Començà copiant obres del seu nou mestre, però aviat li fou permesa la còpia del natural i la pràctica de la restauració de pintures a la qual Molteni també es dedicava. Per raons familiars, en companyia de Francesc Brocea, emprèn el viatge de tornada el juny de 1832, travessant els Alps, deturant-se a Ginebra, Lió, Bordeus, Tolosa i Perpinyà i arribant a Barcelona al cap d'un mes, instal·lant tot seguit el seu taller al segon pis d'una casa de la plaça de La Verònica on exposà tot el que havia fet a Milà, i va començar la pintura de retrats i de composicions en perspectiva.
Fou aleshores quan la Junta de Comerç va comandar-li un retrat del rei Ferran VII, vestit amb trajo de Gran Mestre de l'Orde del Toisó d'Or que es conserva a la Reial Acadèmia Catalana de Belles Arts de Sant Jordi. Per a fer els estudis sobre la indumentària, anà a Madrid on visità sobresortints personalitats entre les quals Bonaventura-Carles Aribau, el general Pastor, el pintor valencià Vicent López, Sinibald de Mas, el baró de Corbera i Domènec Rouchi, mitjançant el qual va ésser rebut, el 13 de gener de 1833, per la reina Maria Cristina, qui accedí a posar davant d'Arrau.
L'any següent emprengué el seu segon viatge a Itàlia, i, passant per Marsella i Gènova, es dirigí a Milà on va adquirir tractats de dibuix ornamental i models en guix, compongué un pla de curs elemental en setze lliçons. L'agost de 1837 emprengué un viatge a València per tal d'estudiar les obres dels pintors valencians, i, de tornada, va detenir-se a Tarragona, per conèixer els monuments d'aqueixa ciutat.
En quant a la restauració de pintures, els criteris i mètodes que Arrau implantà són principalment de procedència italiana, sobretot a partir de la seva primera estada a Milà. S'iniciava la influència que tindrà més endavant a Catalunya l'escola de restauració italiana, i que s'ha mantingut fins als nostres dies.
Entre 1834 i 1866 presentà diverses memòries a l'Acadèmia de Ciències i Arts de Barcelona, de la qual més tard esdevindria president (1866), sobre temes relacionats amb la història de l'art, ciències naturals, o sobre les teories de Chevreul, l'evolució del daguerreotip, etc. Fou un dels introductors de la pintura romàntica a Catalunya: el seu estil academicista s'expressà preferentment en el gènere del retrat.

## Obres
Algunes de les seves obres més destacades són els retrats de Damià Campeny, el de Francesc Barret i Druet al Museu Nacional d'Art de Catalunya, i el seu autoretrat, propietat de la Reial Acadèmia Catalana de Belles Arts de Sant Jordi que es troba en dipòsit al MNAC. Durant molt temps li fou atribuït el quadre La Patuleia que representa el motí popular de 1835 i que ara es considera obra d'Antoni Ferran i Satayol. Aquest quadre es conserva al Museu d'Història de Barcelona. Destaca així mateix l'ús que fa de la llum al retrat de Joan Agell (Barcelona, Acadèmia de Ciències i Arts).
L'Arxiu Històric de la Ciutat de Barcelona custodia una part del fons personal de Josep Arrau i Barba.